# Test Wonderlic
El test Wonderlic es una guía para el examen de Personal, de autoría de E. F Wonderlic. Se administra de manera individual y colectiva. Tiene un tiempo de 12 minutos de trabajo efectivo. Se aplica a jóvenes y adultos. Mide el nivel intelectual general. 
La interpretación de sus resultados permite obtener una detallada evaluación de la capacidad de un individuo. Es de fácil aplicación, calificación e interpretación.
La primera página contiene instrucciones y ejemplos de preguntas. La mayoría de las personas leen las instrucciones y responden a esta pregunta en 2 0 3 minutos. El examen consiste en 50 preguntas y para responderlas se toman 12 minutos exactamente. Para calificar el examen se requiere comparar las respuestas de la prueba con la respuesta de la hoja de claves. Esta última parte requiere menos de un minuto.
Al interpretar los resultados es posible evaluar la capacidad de las personas a quienes se entrevista, entrena, supervisa y aconseja. 
El examen de personal  Wonderlic fue concebido para evaluar adultos en el campo comercial e industrial. Es útil como instrumento de selección para emplear o contratar postulantes y como indicador de posibles ascensos y traslados. La calificación obtenida en este examen indica con precisión la posibilidad de desempeñarse con éxito en situaciones que requieren aprendizaje.
El examen Wonderlic provee una estimación muy precisa de la inteligencia de personas adultas. Generalmente mide el nivel intelectual, que es el factor primario entre los muchos factores que integran la capacidad intelectual.
Para la aplicación de esta prueba es importante disponer de un lugar silencioso donde nadie lo interrumpa. Distribuir el examen a los evaluados y pedir que llenen los datos personales. Pedir a los evaluados llenar los ejemplos de la primera página, y luego explicarles que tienen 12 minutos exactos para contestar el mayor número posible de preguntas. Al cabo de 12 minutos todos los papeles deben ser recogidos.
En algunas circunstancias no es apropiado poner un límite de tiempo, por ej.
- Si el evaluado está muy nervioso

- Está incapacitado

- El lugar es inapropiado para tomar un examen.

El examen con límite de tiempo debe tomarse siempre que las condiciones lo permitan. Para la corrección del Wonderlic se realiza empleando la plantilla de acetato. Esta plantilla tiene las respuestas correctas. Para cada pregunta hay solo una respuesta correcta. La calificación final es el número de respuestas correctas.
Debido al bien conocido efecto de Deterioro Mental, fruto de la edad, las puntuaciones del Wonderlic son corregidas para tomar en cuenta esa variable. La corrección consiste en agregar puntos adicionales a la Puntuación Bruta, dependiendo de la edad de la persona evaluada.  Solo se suman los puntos adicionales en los exámenes con límite de tiempo. Ej.
- 15-29 años, se le agrega 0 puntos.
- 30-39 años, se le agrega 1 punto.
- 40-49 años, se le agrega 2 puntos.
- 50-54 años, se le agrega 3 puntos.
- 55-59 años, se le agrega 4 puntos.
- 60 o más años, se le agrega 5 puntos.